# Cataulacus
Cataulacus és un gènere de formigues de la subfamília dels mirmicins (Myrmicinae). La seva distribució es paleotropical principalment afrotropical. La majoria d'espècies es troben als boscos, però algunes es troben en ambients oberts més àrids.

## Taxonomia
El gènere Cataulacus inclou 65 espècies:
- Cataulacus adpressus Bolton, 1974
- †Cataulacus anthracinus (Heer, 1849)
- Cataulacus bequaerti Forel, 1913
- Cataulacus boltoni Snelling, 1979
- Cataulacus brevisetosus Forel, 1901
- Cataulacus catuvolcus Bolton, 1974
- Cataulacus centrurus Bolton, 1982
- Cataulacus cestus Bolton, 1982
- Cataulacus chapmani Bolton, 1974
- Cataulacus difficilis Santschi, 1916
- Cataulacus ebrardi Forel, 1886
- Cataulacus egenus Santschi, 1911
- Cataulacus elongatus Santschi, 1924
- Cataulacus erinaceus Stitz, 1910
- Cataulacus flagitiosus Smith, 1862
- Cataulacus fricatidorsus Santschi, 1914
- Cataulacus granulatus (Latreille, 1802)
- Cataulacus greggi Bolton, 1974
- Cataulacus guineensis Smith, 1853
- Cataulacus hispidulus Smith, 1865
- Cataulacus horridus Smith, 1857
- Cataulacus huberi André, 1890
- Cataulacus impressus Bolton, 1974
- Cataulacus inermis Santschi, 1924
- Cataulacus intrudens (Smith, 1876)
- Cataulacus jacksoni Bolton, 1982
- Cataulacus jeanneli Santschi, 1914
- Cataulacus kenyensis Santschi, 1935
- Cataulacus kohli Mayr, 1895
- Cataulacus latissimus Emery, 1893
- Cataulacus latus Forel, 1891
- Cataulacus lobatus Mayr, 1895
- Cataulacus longinodus Forel, 1912
- Cataulacus lujae Forel, 1911
- Cataulacus marginatus Bolton, 1974
- Cataulacus mckeyi Snelling, 1979
- Cataulacus micans Mayr, 1901
- Cataulacus mocquerysi André, 1889
- Cataulacus moloch Bolton, 1982
- Cataulacus muticus Emery, 1889
- Cataulacus nenassus Bolton, 1974
- Cataulacus oberthueri Forel, 1891
- Cataulacus pilosus Santschi, 1920
- †Cataulacus planiceps Emery, 1891
- †Cataulacus plebeius De Andrade & Baroni Urbani, 2004
- Cataulacus pompom Snelling, 1979
- Cataulacus porcatus Emery, 1899
- Cataulacus praetextus Smith, 1867
- Cataulacus pullus Santschi, 1910
- Cataulacus pygmaeus André, 1890
- Cataulacus regularis Forel, 1892
- Cataulacus resinosus Viehmeyer, 1913
- Cataulacus reticulatus Smith, 1857
- Cataulacus satrap Bolton, 1982
- Cataulacus setosus Smith, 1860
- †Cataulacus silvestrii Emery, 1891
- Cataulacus simoni Emery, 1893
- Cataulacus striativentris Santschi, 1924
- Cataulacus taprobanae Smith, 1853
- Cataulacus tardus Santschi, 1914
- Cataulacus taylori Bolton, 1982
- Cataulacus tenuis Emery, 1899
- Cataulacus theobromicola Santschi, 1939
- Cataulacus traegaordhi Santschi, 1914
- Cataulacus voeltzkowi Forel, 1907
- Cataulacus vorticus Bolton, 1974
- Cataulacus wasmanni Forel, 1897
- Cataulacus weissi Santschi, 1913
- Cataulacus wissmannii Forel, 1894